# 정여창 (1450년)
정여창(鄭汝昌, 1450년 음력 5월 5일∼1504년 음력 4월 1일)은 조선 전기의 문신, 성리학자, 작가이다. 본관은 하동(河東)이며, 자는 백욱(伯勗), 호는 일두(一蠹)·수옹(睡翁), 시호는 문헌(文獻)이다. 문묘에 종사된 해동 18현 중의 한 사람이다.
일찍이 이천의 율정(栗亭) 이관의(李寬義) 문하에서 수학하였다. 1467년(세조 13년) 이시애의 난으로 아버지 정육을(鄭六乙)이 전사하자 세조의 특명으로 의주판관에 임명되었으나 사양하였다. 그 뒤 점필재(佔畢齋) 김종직(金宗直)의 문하에서 수학하며 1490년(성종 20년) 학행으로 관직에 나갔다. 그해 별시 병과에 급제하여 연산군의 스승이 되었다.
1498년(연산군 4) 무오사화에 연루되어 종성으로 유배되어 1504년(연산군 10) 사망했다. 그 뒤 갑자사화가 일어나 부관참시되었다가 1517년(중종 12)에 복권되어 우의정에 추증되었다.
그의 성리학 이론은 정몽주·김숙자·김종직으로 이어지는 조선 전기 사림파의 주자학적 학문을 계승한 것이어서 1610년(광해군 2) 문묘에 승무(陞廡)되었다. 함양 남계서원(藍溪書院)에 배향되었다.
학역재 정인지, 하성위 정현조, 정숭조, 선조임금의 생모 하동부대부인 등은 그의 일족이다.

### 생애 초반
일두 정여창은 1450년 음력 5월 5일에 경상남도 함양군 지곡면 개평리에서 태어났다. 할아버지는 판전농시사 정복주(鄭復周)이고 아버지는 함길도병마우후 증 가정대부 한성부좌윤(漢城府左尹) 정육을(鄭六乙), 어머니는 목사 경주 최씨 최효손(崔孝孫)의 딸이다. 판종부시사 정지의(鄭之義)의 증손으로, 그의 고조부 정유는 병조판서 정익의 동생으로, 할아버지 정복주는 세조 때의 재상 정인지와 8촌으로 당내간이었다. 아버지 육을은 세조의 부마 정현조, 하남군 정숭조 등과 10촌간이었다.
고려 문하시중 정도정의 17대손으로 할아버지 복주(復周)는 조선 태종 때에 삼사(三司)를 지내고 효행이 뛰어나 효자정려문(孝子旌閭門)을 받았으며, 아버지 정육을은 이시애의 난 당시 병마우후(兵馬虞候)로 출전하여 이시애 군과 결사항전하던 중 전사하고, 사후 적개원종공신(敵愾原從功臣)의 녹훈(錄勳)을 받고 한성부좌윤에 추증된다.
8세 때 의주판관(義州判官)으로 부임한 아버지 정육을을 따라 수행하니 명나라 사신 장녕(張寧)이 그의 비범함을 알아보고 집안을 창성하게 할 인물이라 칭송하였다. 일찍이 이관의(李寬義)의 문하에서 수학하였으며, 1467년(세조 13년) 이시애의 난으로 아버지 정육을이 전사하자 한 달간 전장터를 떠돌며 그 시신을 찾아서 예장하자 세조가 정육을의 공을 가상히 여겨 정여창에게 아버지의 직책을 제수하였으나 고사하였다.

스승 점필재 김종직

18세 때 아버지를 여의고 혼자서 학문을 익히다가, 김굉필과 함께 점필재(佔畢齋) 김종직(金宗直)의 제자가 되어 지리산에 들어가 3년간 오경과 성리학을 연구하여 경명수행(經明修行)으로 이름이 알려졌다.
그는 젊었을 때부터 독특한 학문과 언행, 덕행 등으로 선비 사회에서 주목을 받았다. 김굉필, 송석충, 김일손, 정광필 등과 주로 친하게 지내며 교로하였다.
소주(燒酒)를 과도하게 마셔 어머니가 근심하자, 이때부터 술을 마시지 않았다. 향회(鄕會)에서 소고기를 마련하여 먹자 누가 금물(禁物)을 사용했다고 하여 고발하여 그의 어머니가 걱정하였다. 이 일이 있은 후 그는 소고기를 먹지 않았다.

### 관료 생활
22세 때부터는 성균관(成均館)에 입학하여 성균관 유생(儒生)이 되었다.
1480년(성종 11)에 성종 임금이 특명으로 성균관에 '경학에 밝고 행실이 반듯한 선비(經明行修)'를 구하게 하자 성균관에서 그를 첫째로 천거하였다. 이어 지관사(知館事) 서거정(徐居正)이 그를 추천하였으나 사양하고 나가지 않았다. 어머니의 삼년상을 마치고는 재산 분배를 매우 고르게 하여, 사람들이 흠잡는 말을 하지 않았다. 가난한 누이가 집을 지을 때 그는 자기 집의 기와를 걷어다가 지붕을 이어 주었다 한다. 이후 진산(晉山)의 악양동(岳陽洞)에 터를 잡고 살았다.
조정에서 여러 차례 벼슬을 내렸지만 매번 사양하고 학문 연구와 후학 교육에 전념하다가 1490년(성종 21) 학행으로 출사하여 소격서 참봉(昭格署參奉)이 되었다.
그해 가을 문과 별시(文科別試)에 합격, 예문관 검열(檢閱)을 거쳐 세자시강원 설서(世子侍講院設書)를 지냈다. 당시 세자사부의 한사람으로 동궁이었던 연산군을 보필하였지만 곧고 강직한 성품으로 인하여 그의 주목을 받지 못하였다. 설서로 있다가 성종 25년(1494년)에 외직인 경상도 안음(지금의 안의면) 현감(安陰縣監)에 임명되어 선정을 베풀었다.

### 유배와 최후
사림파들의 평소 폐비 윤씨 복위 반대를 못마땅히 여긴 연산군은 무오사화로 사림파를 일망타진하려 한다.
1498년(연산군 4년) 무오사화 때 김일손 등의 사초가 문제되어, 국왕 연산군의 스승이었음에도 불구하고 김종직의 문인이라는 이유로 연루되어 함경도 종성에 유배되었다. 유배지에서도 좌절하지 않고 지역의 청년들과 학동들을 데려다가 성리학을 가르치고, 지역의 유지들을 만나 한성부와 시국담론, 시문을 주고받으며 변방 지역에도 학문과 문물을 전파하였다.
1504년 종성 유배지에서 병으로 세상을 떠났다. 당시 그의 나이 향년 54세였다. 시호는 문헌(文獻)이다.
유배지에서 생을 마감하자 문인들과 유림 동료 친지들은 함경도 종성에 가 두 달에 걸쳐 그의 시신을 고향 함양군 승안동(昇安洞)까지 옮겨와 장사하였다. 장지는 남계서원뒤 승안산 기슭에 안장하였다.

### 사후
경남 함양군 수동면 우명리 승안동에 안장되었다.
그 후 갑자사화가 일어나자 그의 가장 가까운 친구 한훤당 김굉필이 사사될 때 부관참시되었다.
그 후 1506년(연산군 11년) 중종반정으로 복관되었다.
중종 때 정몽주(鄭夢周)·김굉필(金宏弼)과 같이 동국도학(東國道學)의 종(宗)으로 숭상됨에 이르러 1517년(중종12년) 증 대광보국숭록대부(大匡輔國崇祿大夫) 의정부 우의정에 추증되고, 1568년(선조1년) 문헌공(文獻公)의 시호가 내려졌다.
이후 1610년(광해2년) 정몽주, 김굉필, 이언적, 조광조와 더불어 동방5현으로 문묘에 종사하였다.
《용학주소(庸學註疏)》, 《주객문답설 (主客問答說)》, 《진수잡저 (進修雜著)》 등의 저서가 있었으나 무오사화 때 소각되고, 지금은 정구가 엮은 《문헌공실기(文獻公實記)》가 전할 뿐이다.
1689년 3월에 신도비가 세워졌으며 글은 동계(桐溪) 정온(鄭蘊)이 지었다. 함양군 지곡면 개평리의 그의 생가는 중요민속자료 제186호로 지정되었다.

## 저서
- 《용학주소(庸學註疏)》
- 《주객문답설 (主客問答說)》
- 《진수잡저 (進修雜著)》
- 《문헌공실기(文獻公實記)》

## 연보1450년(세종 32) 咸陽 德谷里 介坪村에서 태어나다.
- 1460년(세조 6) 명 나라 사신 張寧이 보고 ‘汝昌’으로 이름을 지어주다.
- 1467년(세조 13) 5월, 이시애(李施愛)의 난에 부친(정육을)이 전사하다. 程伊川의 ‘天地間一蠧’라는 말에서 뜻을 取하여 ‘一蠧’라 自號하다. 또 ‘睡翁’으로 호를 삼다.
- 1478년(성종 9) 4월, 이심원(李深源)·남효온(南孝溫) 등과 함께 昭陵에 대한 일로 임사공(任士洪) 등의 탄핵을 받다.
- 1480년(성종 11) 성종이 성균관에 유지를 내려 ‘經學에 밝고 행실이 닦여진 선비’를 추천토록 하여, 이에 제일로 천거되다.
- 1482년(성종 13) 화개동(花開洞)으로부터 남원(南原) 중방리(中方里)로 윤효손(尹孝孫)을 방문하여 함께 주서「朱書」를 강론하다.
- 1483년(성종 14) 진사시에 합격하여 성균관(成均館)에 입학하다.
- 1486년(성종 17) 모친상을 당하여 3년 동안 廬墓하다.
- 1488년(성종 19) 섬진강(蟾津江) 어귀에 악양정(岳陽亭)을 짓고 讀書, 講道하고 吟詠하며 생활하다.
- 1489년(성종 20) 4월, 김일손(金馹孫)과 함께 두류산(頭流山)을 유람하다. 진주(晉州)의 강혼(姜渾)을 방문하여 시문(詩文)을 논하고, 함께 밀양(密陽)의 김종직(金宗直)을 찾아 뵙고 가르침을 받다.
- 1490년(성종 21) 조효동(趙孝仝), 윤긍(尹兢)의 천거로 소격서참봉(昭格署參奉)에 제수되다. 소를 올려 사양하였으나 허락받지 못하다. 12월, 문과(文科) 별시(別試)에 합격하다. 김일손(金馹孫)의 천거로 예문관 검열이 되다. 시강원설서(侍講院說書)가 되다.
- 1494년(성종 25) 안음현감(安陰縣監)이 되다. 便宜科條 數十條를 만들어 시행하다.
- 1498년(연산군 4) 6월, 김일손이 來訪하여 함께 청계정사(靑溪精舍)에 머물다. 7월, 무오사화(史禍)에 연루되어 종성부(鍾城府)에 유배되다.
- 1504년(연산군 10) 4월 1일, 배소(謫所)에서 사망하다. 6월, 함양군(咸陽郡) 승안동(昇安洞)에 장사 지내다. 9월, 다시 갑자사화가 일어나 부관참시되다.
- 1507년(중종 2) 월, 김흠조(金欽祖) 등의 상소와 박원종(朴元宗) 등의 論啓로 表沿沫 등과 함께 복관(復官)되다. 인하여 도승지(都承旨)에 추증되다.
- 1517년(중종 12) 정광필(鄭光弼)·신용개(申用漑) 등이 가증숭품(加贈崇品)과 子孫의 錄用을 계청(啓請)하여, 우의정에 추증되다.
- 1552년(명종 7) 사림士林이 선생의 고향인 함양(咸陽) 남계(蘫溪)에 서원을 세우다.
- 1566년(명종 21) 남계서원(蘫溪書院)으로 사액되다.
- 1568년(선조 1) 관학유생(館學儒生) 조헌(趙憲) 등이 정여창과 김굉필(金宏弼)·조광조(趙光祖)·이언적(李彥迪)의 문묘종사(文廟從祀)를 소청(疏請)하다. 이후로 해마다 소(疏)가 올려지다.
- 1570년(선조 3) 조정에서 정여창과 김굉필(金宏弼)·조광조(趙光祖)·이언적(李彥迪)의 기록을 모아 「國朝儒先錄」을 印布하다.
- 1575년(선조 8) 문헌(文獻)’(道德博聞曰文 聰明睿哲曰獻)의 시호를 받다.
- 1579년(선조 12) 김성일(金誠一) 등이 선생의 관향(貫鄕)인 하동(河東)에 영계서원(永溪書院)을 세우다.
- 1582년(선조 15) 현감으로 있었던 안음현(安陰縣)에 사당(祠堂)과 비(碑)(林薰 書)가 세워지다.
- 1583년(선조 16) 나주목사(羅州牧使) 김성일(金誠一)이 오현(五賢)(선생과 金宏弼·趙光祖·李彥迪·李滉)을 위하여 대곡동(大谷洞)에 경현서원(景賢書院)을 세우다. 마치지 못한 것을 임윤신(任允臣)이 이어 완성하다.
- 1586년(선조 19) 강대수(姜大遂) 등이 야로현(冶爐縣)에 세운 서원에 김굉필과 함께 享祀되다.
- 1610년(광해군 2) 9월, 대관(臺諫)·정부(政府)·관학(館學)과 팔도 유생(八道 儒生)들의 소청(疏請)으로 오현(五賢)이 문묘(文廟)에 종사(從祀)되다. 아산(牙山)의 선비들이 인산서원(仁山書院)을 세우고 오현(五賢)을 享祀하다.
- 1612년(광해군 4) 정유재란(丁酉再亂) 때 불탄 남계서원을 중건하다.
- 1616년(광해군 8) 정경세(鄭經世) 등이 상주(尙州)에 세운 도남서원에 정몽주 등과 함께 享祀되다.
- 1659년(효종 10) 거창(居昌) 사림(士林)이 산제동(山際洞)에 세운 도산서원에 김굉필과 함께 享祀되다.
- 1660년(현종 1) 합천(陜川) 야로현(冶爐縣)에 세워진 서원이 이연서원(伊淵書院)으로 사액되다.
- 1662년(현종 3) 안음현(安陰縣)에 세워진 서원(書院)이 용문서원(龍門書院)으로 사액되다. 산제동(山際洞)에 세워진 서원이 도산서원(道山書院)으로 사액되다.
- 1669년(현종 10) 종성(鍾城)에 세워진 종산서원(鍾山書院)에 享祀되다.

## 가족 관계
- 증조부 : 정지의(鄭之義)
- 할아버지 : 정복주(鄭復周) - 하동부원군 정인지와 8촌간
- 아버지 : 정육을(鄭六乙)
- 어머니 : 경주 최씨 - 최효손(崔孝孫)의 딸
  - 남동생 : 정여관(鄭汝寬), 정여유(鄭汝裕)
  - 부인 : 전주 이씨 - 조선 2대 왕 정종의 아들 도평군 말생의 딸 
    - 장남 : 정희직(鄭希稷, 1483 ~ ?)
    - 며느리 : 남양 방씨 - 현령(縣令) 방귀화(房貴和)의 딸
    - (첩)며느리 : 양민 출신
      - 손자 :  정여산(鄭如山)

    - 차남 : 정희계(鄭希契, 1486 ~ ?)
    - 며느리 : 언양 김씨 - 통정(通政) 김구(金坵)의 딸
      - 양손자 : 정언남(鄭彦男, 1535 ~ ?)

    - 장녀 : 하동 정씨
    - 사위 : 전주 최씨 사직(司直) 최호문(崔浩文)
      - 손자 : 최언청(崔彦淸)
      - 손녀 : 창녕 성씨 판관(判官) 성수국(成壽國)의 처
      - 손녀 : 성주 현씨 찰방(察訪) 현구(玄球)의 처
      - 손녀 : 풍천 임씨 판서(判書) 임호신(任虎臣)의 처

    - 차녀 : 하동 정씨
    - 사위 : 평양 조씨 조효온(趙孝溫)
      - 손자 : 조안수(趙安壽)
      - 손자 : 남고(南暠)의 처
      - 손녀 : 전주 이씨 이언눌(李彦訥)의 처
      - 손녀 : 전주 최씨 수찬(修撰) 최희맹(崔希孟)의 처

    - 3녀 :
    - 사위 : 나주 이씨 직장(直長) 이현손(李賢孫)
      - 손자 : 이승수(李承壽)

    - 4녀 : 하동 정씨
    - 사위 : 순창 설씨 설공순(薛公諄)
      - 손자 : 설선(薛璿)
      - 손자 : 설황(薛璜)
      - 손자 : 설장(薛璋)

## 사상

### 학맥
학통상으로는 정몽주의 학파였다. 학맥상으로는 백이정과 안향에게까지 거슬러 올라가는데, 백이정, 안향→이제현→이색→정몽주→길재→김숙자→김종직→정여창으로 이어진다.
백이정, 안향→이제현→이색→정도전

　　　　　　　　　　　　　→이숭인

　　　　　　　　　　　　　→정몽주→권근

　　　　　　　　　　　　　　　　　　→권우→세종대왕

　　　　　　　　　　　　　　　　　　　　　→정인지

　　　　　　　　　　　　　　　　　　→길재→김숙자→김종직→정여창

　　　　　　　　　　　　　　　　　　　　　　　　　　　　　→김굉필→조광조

　　　　　　　　　　　　　　　　　　　　　　　　　　　　　　　　　→김안국

　　　　　　　　　　　　　　　　　　　　　　　　　　　　　　　　　→김정국

　　　　　　　　　　　　　　　　　　　　　　　　　　　　　→주계부정 이심원

　　　　　　　　　　　　　　　　　　　　　　　　　　　　　→김일손

　　　　　　　　　　　　　　　　　　　　　　　　　　　　　→김전

　　　　　　　　　　　　　　　　　　　　　　　　　　　　　→남곤

한편 그의 10촌 종조부 학역재 정인지 역시 정몽주의 문하생으로 정몽주→권우→정인지로 학통을 계승하였다.

### 성리학적 사상
그는 당시 성리학의 대가로 정몽주(鄭夢周)·김숙자(金叔滋)·김종직으로 이어지는 도통(道統)을 계승하였다. 그러나 그의 저서는 무오사화(戊午士禍) 때 소각되어 정구(鄭逑)가 엮은 『문헌공실기(文獻公實記)』 속에 그 유집(遺集)이 전할 뿐이다.
따라서 그의 사상은 「리기설(理氣說)」·「입지론(立志論)」·「선악천리론(善惡天理論)」등에서 찾을 수밖에 없다. 그는 기(氣) 없는 리(理)가 없고 리 없는 기가 없기 때문에 리기가 구별이 없는 것 같지만, 리는 총괄적으로 말하여 지선(至善)하고 영위(營爲)가 없다고 할 수 있으며, 기는 청탁(淸濁)의 구별이 있으므로 리기가 구별된다는 이원론적(二元論的)인 입장을 취하였다.
그러나 결국은 하나이면서 둘이고 둘이면서 하나[一而二 二而一]라는 입장을 버리지는 않았다. 리기의 선악(善惡)에서 정자(程子)와 주돈이(周敦)의 입장에 반대하고, 성(性) 또한 선으로 악이 생기는 것은 기의 청탁(淸濁)이 있기 때문이라며 천리(天理)가 인욕(人欲)으로 덮여 악이 된다고 하였다.
학문의 목적은 성인(聖人)이 되는 것이라 하여, 학(學)이란 성인을 배우는 것이며, 지(志)란 그 학문을 완성하는 것이라 하였다. 그러자면 뜻을 굳게 세우고 그것을 관철하려는 강인한 의지가 필요하므로 물욕(物欲)에 이끌리고 공리(功利)를 추구해서는 목적을 이룰 수 없다고 하였다.
그러므로 먼저 굳건히 뜻을 세우는 일[立志]이 가장 중요하다고 강조하였다. 그는 학문하는 목적을 성인되는 데 있다고 하여 성학(聖學)을 주장하였다.
따라서 그는 송유(宋儒)들의 주장과 맥을 같이하여 붕우간의 책선(責善)을 강조했으며, 학문은 성(誠)으로 하고, 율신(律身)은 경(敬)으로 해야 한다고 하였다. 즉 성으로써 궁리(窮理)하고 거경(居敬)으로써 수양해야 한다는 것이다.

### 학문과 덕행

#### 학문
일찍이 아버지를 여의고 혼자서 독서에 힘쓰다 이천에서 이관의 선생에게 배우고 김굉필과 함께 김종직의 문하에서 학문을 연구하였다.
논어에 밝았고 성리학의 근원을 탐구하여 체용의 학(體用의 學)을 깊이 연구하였다. 조선시대 대표적인 도학자인 동시에 성리학자로서 이기론(理氣論) . 심성론(心性論) . 선악천리론(善惡天理論) 등의 사상을 기초로 소학과 가례의 실천적 효행에 모범을 보였는데 특히 부모에 대한 효행은 삶의 전부였다.
정치에 있어서는 사림정치를 근본으로 하는 우주관과 인간관에 기반을 둔 왕도정치(위민정치)를 실현한 실천유학자였다.
또한 오경(五經)에 밝아서 그 깊은 뜻을 철저히 다 구명하여, 본체와 응용이 근원은 같고 분수가 다름을 알았으며, 선악(善惡)이 분수는 같고 기(氣)가 다름을 알았으며, 유교와 불교가 본래의 길은 같고 거쳐 가는 길이 다름을 알았다.

#### 덕행
성종 25년 안음현감에 부임되어 5년간 고을을 다스릴 때 정사를 공평정대하게 처리하고 고을백성을 다스리는데 잘잘못을 너그럽게 받아들여 인자한 마음으로 용서 할 줄알았다.
또 문교(학교)를 일어켜 친히 글을 읽히고 가르치며 백성들의 일을 먼저 돌보니 고을백성들은 한결같이 정여창의 박식함과 인자함을 우러러 존경했다.
백성을 다스리는 법 십제조문을 후임자들도 모범으로 삼고 준수하였다.

#### 효행
일찍이 태학(太學)에 가서 공부하다가 어머니를 뵈러 집에 갔더니, 집안에 전염병이 바야흐로 크게 펴졌는데, 들어가서 그 어머니를 뵈고 얼마 안 지나서 어머니가 이질(痢疾)을 얻어 매우 위독하니, 공이 향을 태우고 기도하였으나 효험을 보지 못하자 이윽고 분을 맛보았다.
어머니가 돌아가시자 소리치며 울어서 피를 토하였으며, 염습빈전(殮襲殯奠)을 한결같이 예문(禮文)에 따랐다.
장사 지내려 할 적에 감사(監司)가 군(郡)으로 하여금 곽판(槨板 관을 짜는 판자)을 마련해 주게 하였는데, 이를 사양하고 받지 않으며, “백성을 번거롭게 하고 곽판을 얻으면 원망이 반드시 어머니에게 돌아간다.” 하고, 이에 자기 집의 재물을 내서 바꾸어 사서 썼다.
3년 동안 여묘살이하는 동리에서 나가지 않았고, 하루도 베옷을 벗지 않았으며, 아버지의 묘를 같은 묘자리에 옮겼다.

## 기타
수리에 능했는데 '한훤(寒暄=김굉필(金宏弼))은 이(理)에 밝고, 일두(一蠹=정여창(鄭汝昌))는 수(數)에 밝다.'는 평도 있다.
평생에 시 짓기를 좋아하지 않았으므로, 일찍이 두류산(頭流山)에 복축(卜築 터를 골라서 집을 짓는 것)할 적에 지은 시 한 편만이 있어 세상에 전하는데, 그 내용은 다음과 같다.

바람에 부들이 휘날리어 가볍고 부드럽게 희롱하는데 / 風蒲獵獵弄輕柔
사월에 화개(땅 이름)에는 보리가 벌써 가을일세 / 四月花開麥已秋
두류산 천만 골짜기 다 구경하고서 / 觀盡頭流千萬疊
조각배로 또다시 큰 강 흐름에 내려가네 / 扁舟又下大江流

## 같이 보기
| - 이시애의 난 - 무오사화 - 갑자사화 - 김종직 - 김굉필 - 김일손 - 권오복 - 남곤 - 조광조 - 정인지 - 정현조 - 정숭조 - 정상조 - 정육을 | - 정몽주 - 정흥인 - 세조 찬위 - 권근 - 권우 - 길재 - 김숙자 - 세조 - 의숙공주 - 이심원 - 김전 - 송석충 - 이목 - 한명회 | - 중종반정 - 이시애 - 정세호 - 정창서 - 이징 - 이지방 - 신숙주 - 표연말 - 조위 |

## 참고 문헌
- 성종실록
- 연산군일기
- 대동야승